# International Journal of Surface Science and Engineering
International Journal of Surface Science and Engineering is een internationaal, aan collegiale toetsing onderworpen wetenschappelijk tijdschrift op het gebied van de natuurkunde.